# Günther Schwenn
Günther Schwenn, nom de plume d'Adolf Hermann Carl Günther Franzke (né le 18 mars 1903 à Berlin, mort le 4 janvier 1991 à Montreux) est un parolier et librettiste allemand.

## Biographie
Après l'abitur au Humboldt-Gymnasium de Berlin, Franzke est d'abord journaliste et étudie la littérature et l'histoire de l'art à Fribourg-en-Brisgau. De retour à Berlin, il écrit des numéros de cabaret pour le Larifari de Rosa Valetti et se produit avec ses propres paroles dans le cabaret Küka. Après la fermeture du Küka, il devient membre du cabaret politico-satirique Die Wespen. En 1931, il publie ses chansons et poèmes de cabaret sous le titre Gesänge gegen bar dans un volume illustré par George Grosz. De plus, il choisit un pseudonyme, pour lequel il prend le nom de jeune fille de sa mère, avec lequel il écrit des chansons et d'autres pour le cinéma. Avec Peter Schaeffers, il réalise des courts métrages musicaux avec des artistes de cabaret : Fritz Grünbaum, Paul Morgan, Senta Söneland et les Comedian Harmonists. En 1934, il est parolier du Metropol-Theater dirigé par Heinz Hentschke, où au moins une opérette est créée chaque année jusqu'en 1943.
Pendant la Seconde Guerre mondiale, il écrit des chansons de soldats et de guerre, telles que Der Marsch der 80 Millionen führt in die Zukunft hinein (1940, compositeur Estella Köhler), Bleibe meine gute Kameradin (1941, compositeur Hans Carste), Stoßtrupp voran! (1943, compositeur Josef Klang), Vater ist Soldat, mein Kind (1944, compositeur Willy Richards), Mach dir um mich doch bitte keine Sorgen! Ein Brief aus der Heimat (1944, compositeur Gerhard Winkler). Il écrit des paroles pour des films de divertissement comme Im Leben geht alles vorüber dans Cora Terry en 1940.
Après la guerre, il peut continuer son activité. En 1963, il écrit un texte sur une mélodie de Peter Thomas, déjà été utilisée dans le film La Nuit la plus longue. Les paroles de Komm, leg' Deinen Arm um mich sont interprétées par Esther Ofarim ; la chanson est publiée en single. En plus de son activité artistique, il est bénévole dans des associations professionnelles : Deutscher Textdichter-Verband, Dramatiker-Union, GEMA. En reconnaissance de ses services rendus à la musique populaire allemande, Günther Schwenn reçoit le Paul-Lincke-Ring en 1979, il est le premier parolier à le recevoir.

## Œuvres

### Chansons
- Unter der roten Laterne von St. Pauli, avec Peter Schaeffers, musique : Ralph Maria Siegel (1941)
- Schnaps, das war sein letztes Wort (1960)

### Opérettes
- Lauf in Glück, musique : Fred Raymond,  (1934)
- Ball der Nationen, musique : Fred Raymond,  (1935)
- Maske in Blau, musique : Fred Raymond, (1937)
- Melodie der Nacht, musique : Ludwig Schmidseder, (1938)
- Die oder Keine, musique : Ludwig Schmidseder, (1939)
- Frauen im Metropol, musique : Ludwig Schmidseder, (1940)
- Hochzeitsnacht im Paradies, musique : Friedrich Schröder, (1942)
- Nächte in Shanghai, musique : Friedrich Schröder (1947)
- Das Bad auf der Tenne, musique : Friedrich Schröder (1955)

### Comédies musicales
- Wenn die Sonne hinter den Dächer versinkt, musique : Peter Kreuder, dans la revue Hollywood (1936)
- Das Wirtshaus im Spessart, musique : Franz Grothe (1977)

### Cinéma
- Der Springer von Pontresina (1934)
- Die Liebe ist ja nur ein Spiel (Régine) (1935)
- Die Tante Emilie, Je später der Abend, um so schöner die Gäste!, Ein kleines weißes Haus (Die kluge Schwiegermutter, 1939)
- Santa Lucia (O du mein Napoli) et Manina-Mandonnina (Santa Lucia, 1956)

## Source de la traduction
- (de) Cet article est partiellement ou en totalité issu de l’article de Wikipédia en allemand intitulé « Günther Schwenn » (voir la liste des auteurs).